# Brett Favre
Brett Lorenzo Favre (Gulfport, Misisipi, Estados Unidos; 10 de octubre de 1969), más conocido simplemente como Brett Favre, es un exjugador profesional de fútbol americano que jugó en la posición de quarterback. Favre jugó a fútbol americano universitario en Southern Miss y fue elegido por los Atlanta Falcons en la segunda ronda del Draft de la NFL de 1991. Al año siguiente fue traspasado a los Green Bay Packers, con los que ganó el Super Bowl XXXI y fue nombrado tres veces seguidas MVP de la NFL. Tras amagar en un par de ocasiones con la retirada, en 2008 fue enviado a los New York Jets y un año después fichó por los Minnesota Vikings, en los que jugó sus dos últimas campañas como profesional.
Fue introducido en el Salón de la Fama del Fútbol Americano Profesional en 2016.

## Biografía
Aunque Favre nació en Gulfport, Misisipi, se crio en la pequeño pueblo de Kiln. Es de ascendencia francesa y choctaw, uno de sus abuelos paternos era un nativo americano perteneciente a esa etnia. Es el segundo de cuatro hijos, asistió a la secundaria North Central High School, donde jugó béisbol y fútbol americano. Además de QB, también jugó como liniero, safety fuerte, pateador de goles de campo y pateador de despeje como primera opción, según lo entrenó su padre, Irvin Favre.
Irvin dijo que sabía que su hijo tenía un gran brazo, pero también sabía que las escuelas preferían a buenos corredores. Como resultado, en los tres años que Brett jugó bajo la tutela de su padre, el equipo tenía una ofensiva orientada al juego terrestre conocida como wishbone (dos halfbacks y un fullback). Rara vez el joven Favre lanzó más de cinco pases en un partido.

## Trayectoria deportiva

### Universidad
Después de la preparatoria la Universidad de Southern Mississippi le ofreció una beca (la única que recibió).
En 1987 en su temporada de novato, Southern Miss lo quería en el backfield defensivo pero Favre prefiere jugar como QB. Comenzó su primer año como mariscal suplente pero entró en la segunda mitad del tercer juego en contra la Ola Verde de la universidad de Tulane el 19 de septiembre, a pesar de sufrir una resaca de la noche anterior y vómitos durante el calentamiento, viniendo de un marcador adverso guio a los Golden Eagles a la victoria con dos pases de touchdown contra su odiado enemigo finalizando la campaña con 6-5.
En la temporada de 1988 bajo la órdenes del entrenador Curley Hallman, Favre consigue sus mejores resultados de su época colegial. Concluyen la campaña con marca de 10-2 y ganan el Independence Bowl a los Miners de la Universidad de Texas en El Paso con un aplastante marcador de 38-18.
En la campaña de 1989 Favre lideró a los Golden Eagles para propinar una humillante derrota a los Seminoles de Florida State (sexto lugar en la nación). Favre culminó una serie ofensiva de seis y medio minutos con un pase de anotación con 23 segundos restantes. Esta temporada cerraron con récord de 5-6.
El 14 de julio de 1990, antes del inicio de su último año como jugador colegial, Favre se vio involucrado en un accidente automovilístico casi fatal. En la ambulancia con su madre Bonita Favre acompañándolo, todo lo que se preguntaba era, «¿volveré a jugar fútbol americano otra vez?», según el mismo Brett recordaría más tarde. Los médicos retiraron 76 cm, del intestino delgado de Favre. Seis semanas después de este incidente, el 8 de septiembre, Favre conduciría a su equipo una gran victoria contra la poderosa Crimson Tide de Alabama del entrenador Gene Stallings, quien posteriormente diría: «ustedes le pueden llamar un milagro o una leyenda o lo que quieran, yo sólo sé que en ese día Brett Favre era más grande que la vida».
Al final del año cierran con un discreto 8-4 y derrotados en el All-American Bowl en contra de los Wolfpacks de North Carolina State por 31-27. Este juego del 28 de diciembre sería el último de Brett como colegial.
Favre obtuvo un título universitario de Enseñanza aplicado a Educación Especial.

### NFL

#### Atlanta Falcons
Después de haber sido seleccionado por los Atlanta Falcons en la segunda ronda del draft del 1991 (selección 33 de todo el draft). El 19 de julio de 1991, Favre acepta un contrato por tres años por 1.4 millones de dólares, con una prima de firma por $ 350 000 dólares.
Durante su estancia en Atlanta es prácticamente ignorado por su entrenador en jefe Jerry Glanville. Solamente lanzó 4 pases, ninguno completo y dos intercepciones, el primero de ellos incluso fue devuelto para touchdown.
Según se mencionó posteriormente, Glanville no estaba de acuerdo en la selección de Favre, y dijo que prefería tener un accidente de avión antes que poner Favre en un juego.
Para fortuna de Favre es transferido a los Green Bay Packers a cambio de una selección de primera ronda del draft de 1992, que resultó en el corredor Tony Smith que jugó para Atlanta por tres años y quien a lo largo de su carrera tuvo 329 yardas terrestres, 14 yardas por aire, sin anotaciones.

#### Green Bay Packers

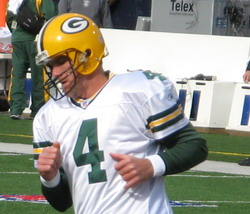
Favre en noviembre de 2006.

Brett Favre cosechó todo tipo de marcas con los Green Bay Packers durante 16 años. Líder en yardas por aire, líder en anotaciones (TD), líder en pases lanzados, líder en pases completos, líder en pases interceptados, líder en participar en juegos de manera consecutiva para un QB, mayor yardaje para un mariscal de campo en un solo estadio (con casi 30 000 yardas en el Lambeau Field), es el mariscal de campo con más victorias en la historia de la liga, entre otros, todos los récords para ser líder de QBs de todos los tiempos de la NFL.
En el segundo partido de la temporada de 1992, los Packers jugaban contra los Tampa Bay Buccaneers. Tampa Bay se fue al descanso de medio tiempo con una ventaja de 17-0. El coach de los Packers, Mike Holmgren, mandó a la banca al quarterback de primer equipo, Don Majkowski y Favre jugó el segundo tiempo. En su primera jugada de temporada regular como Packer, Favre lanzó un pase que fue desviado y capturado por el mismo. Favre fue tackleado con una pérdida de 7 yardas. Los Packers perdieron el partido 31-3. Las yardas por aire de Favre fueron apenas 106.
En el tercer partido de la temporada de 1992 contra los Cincinnati Bengals, Majkowski es lesionado en el ligamento del tobillo, una lesión lo suficientemente grave que representa quedar fuera durante cuatro semanas. Favre sustituye a Majkowski para el resto de la contienda. Favre perdió el balón cuatro veces durante el transcurso del juego, una actuación bastante pobre, la multitud pedía que Favre fuera sacado del juego y que ingresara el tercer QB, Ty Detmer. Sin embargo, con un marcador de 23-17 en contra y restando solo 1:07, los Packers inician una serie ofensiva en su propia yarda 8. Aún en la posición de mariscal de campo, Favre completó un pase de 42 yardas a Sterling Sharpe. Tres jugadas después, Favre lanzó el touchdown de la victoria al receptor Kitrick Taylor con 13 segundos restantes.
Con el juego de la siguiente semana contra los Pittsburgh Steelers inicia una larga racha de victorias consecutivas para un quarterback en la historia de la NFL. El partido acabó con una victoria de 17-3 y su rating fue 144.6. Durante la temporada, Favre ayudó a armar un juego de seis victorias consecutivas para los Packers, la mejor racha de triunfos para el club desde 1965. Terminaron 9-7 en esa temporada, perdiendo los playoffs en su último partido. Favre terminó su primera temporada como Packer con 3 227 yardas y un índice de pasador de 85.3, ayudándole a ir a su primer Pro Bowl.

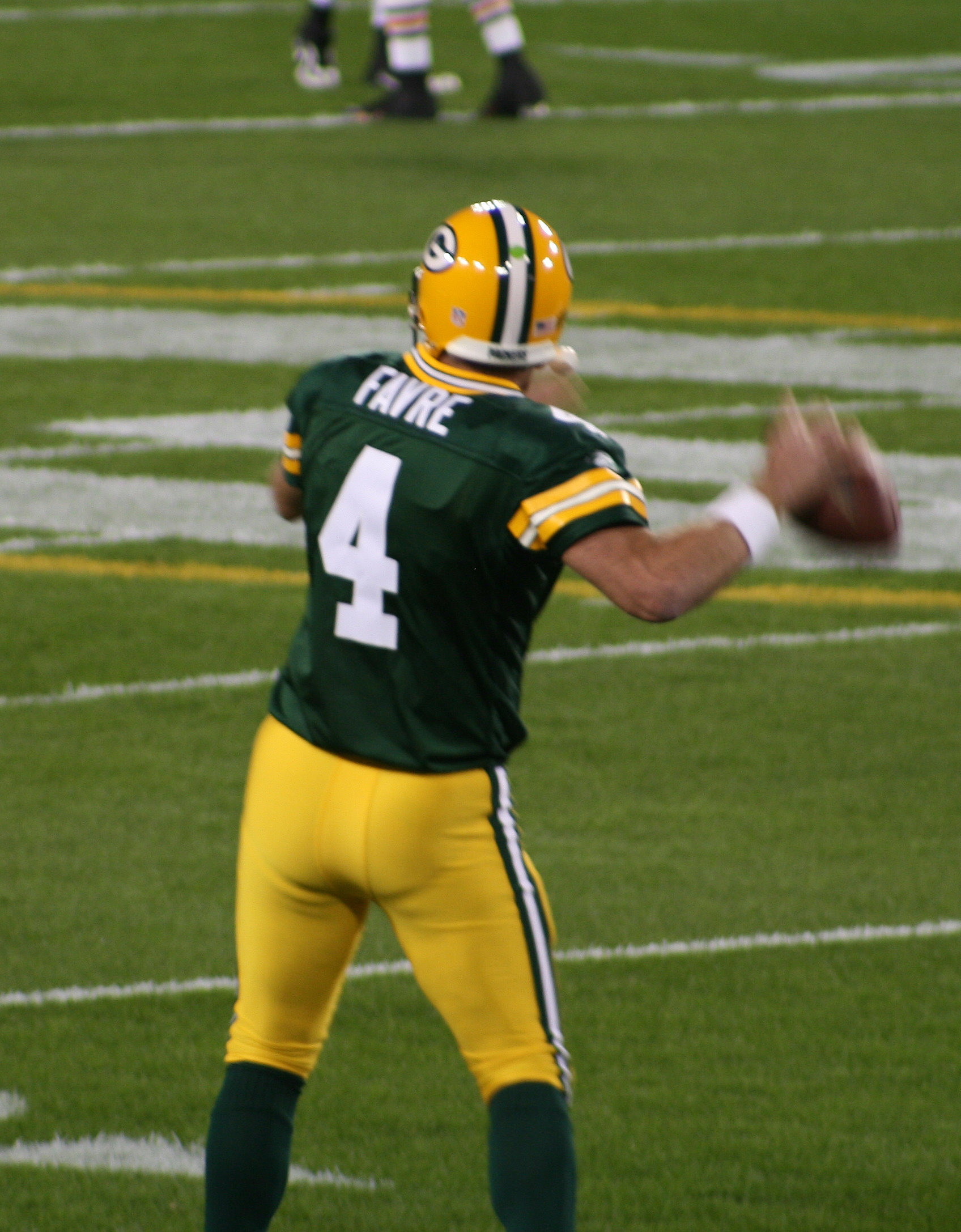
Favre con los Packers en 2007

La temporada siguiente de 1993 Favre encaminó a los Packers a su primer boleto de postemporada desde 1982 y fue seleccionado a su segundo Pro Bowl. Después de la temporada de Favre se convirtió en agente libre, el gerente general Ron Wolf negoció con Favre un nuevo contrato de 19 millones de dólares en un periodo de cinco años.
Los Packers finalizaron la temporada de 1994 con 9-7, avanzando a la postemporada por segundo año consecutivo, una proeza que no se había logrado desde la era del entrenador Vince Lombardi en los años 60.
La temporada de 1996 es de verdadero ensueño El General, obtiene el MVP de la temporada. Consigue junto con los Packers el título de la División Central. Derrotan a los Carolina Panthers en el juego de campeonato de la NFC y, por si fuera poco, gana el Super Bowl XXXI apoyado por la gran defensiva de Reggie White, «El ministro de la defensa». Durante el Super Domingo, con un marcador final de 35-21, los Green Bay Packers derrotan a los campeones de la AFC los New England Patriots, comandados por su QB Drew Bledsoe y su entrenador Bill Parcells.
El Super Bowl XXXII es la otra cara de la moneda para los Packers, a pesar de otra gran temporada, sucumben ante los Denver Broncos por un marcador de 31 a 24. El entrenador de los Packers, no logra descifrar el juego de su contraparte de los Broncos, Mike Shanahan.
Mientras que Brett Favre fue el QB, titular por 16 años de los Packers, les entregó 7 campeonatos de división, 11 apariciones en los playoff, 4 apariciones en finales de conferencia y dos apariciones consecutivas de Super Bowl. Además de solo tener una sola campaña con marca perdedora. Fue enviado al Pro-Bowl en 9 ocasiones, 6 veces llamado al equipo «All-Pro» (mejor en su posición), y fue elegido como el QB de la década de los noventa.

#### New York Jets
Enfundado en los colores de los New York Jets, Brett Favre lució las primeras 12 jornadas teniendo a su nuevo equipo hasta ese momento con marca de 8-3 y como uno de los favoritos para el Super Bowl. Pero la edad cobró factura al General, quien se derrumbó con el resto del equipo y perdió 4 de sus últimos 5 juegos, sin avanzar a los playoffs.
Sus números definitivos en el 2008 quedaron en: 3 472 yardas por aire; 22 TDs; 22 intercepciones y un QB rating de 81.0 (el número 21 de la NFL). Favre es nominado al Pro Bowl por décima ocasión en su carrera pero no participa debido a la lesión de su brazo derecho, su lugar lo ocupa Kerry Collins de los Tennessee Titans.
El 4 de marzo de 2008, Favre decidió retirarse y abandonar la NFL: «Sé que puedo seguir jugando, pero es como le dije a mi mujer, simplemente estoy mentalmente cansado», declaró el jugador. No obstante, en julio del mismo año surgieron los rumores que le situaban de nuevo en la órbita de la NFL. Tras la especulación de su regreso a Green Bay, los Packers y Brett Favre fueron protagonistas de uno de los divorcios (jugador y club), más escandalosos del deporte, el hijo pródigo decide regresar pero los Packers le ofrecen ser el segundo QB, ya que el sistema lo habían estructurado para Aaron Rodgers, incluso la presidencia de Green Bay le ofrece un contrato multimillonario para tener un puesto en la directiva de los Packers. A lo que Favre rechaza y decide exigir ser el titular o ser canjeado a un equipo de la NFC. Es cuando lo traspasan a los New York Jets, equipo de la AFC, el canje incluía una cláusula que decía: «Si los Jets canjean a Brett Favre a cualquier equipo de la División Norte de la NFC (Green Bay Packers, Chicago Bears, Detroit Lions y Minnesota Vikings), debían entregar a los Packers tres selecciones de primera ronda del año venidero».
El 11 de febrero de 2009 Favre informó a los Jets su intención de retirarse después de 18 temporadas, argumentando una lesión en su brazo derecho (de lanzar) y que no decide operar. Sin embargo, el 18 de agosto de 2009, Favre regresó a la NFL al firmar un contrato con los archienemigos de los Packers, los Minnesota Vikings, por dos años, justo después de haber anunciado unas semanas antes que no volvería a jugar en la temporada de 2009.

#### Minnesota Vikings

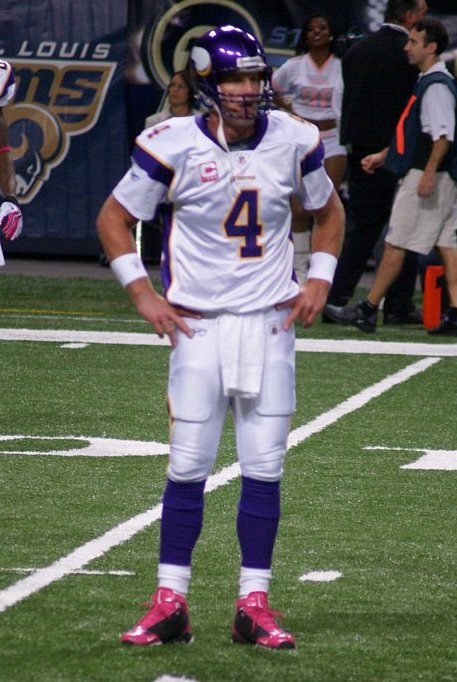
Brett Favre con Minnesota en 2009

El 18 de agosto del mismo año, Favre firmó un contrato por dos años y 25 millones de dólares con los Minnesota Vikings.
En la temporada de 2009 Favre tiene un gran resurgimiento, termina la misma con marca de 12-4. Campeones de la NFC Norte y marca personal de: 4 202 yardas por aire; 33 touchdowns; 7 intercepciones y un extraordinario QB rating de 107.2 (el segundo mejor de la NFL). Además asistirá al Pro Bowl de Miami por undécima ocasión junto con 9 Vikings más.
En los dos encuentros contra los Packers los Vikes ganan ambos partidos, pero en la visita al Lambeau Field en la semana 8 de la temporada, Favre es recibido con abucheos y mucha hostilidad por los aficionados de Green Bay, el marcador final queda en 38-26 a favor de los Vikings.
El 29 de noviembre, Favre lanzó tres pases de touchdown y registró un QB rating de 112.5 en la victoria contra los Chicago Bears por 36-10. Este partido significó su inicio consecutivo número 282 en temporada regular, empatando el récord de Jim Marshall de un jugador de posición.
A fines de la temporada regular la controversia ronda nuevamente en torno de Favre. Después de un sorprendente inicio de 10-1, los Vikings pierden tres de sus últimos cuatro juegos, incluyendo dos derrotas con equipos con marcas perdedoras, los Carolina Panthers y los Chicago Bears. Durante el juego contra Carolina, el coach de Minnesota, Brad Childress, le dijo a Favre, que estaba considerando dejarlo en la banca para protegerlo de alguna lesión a lo que Favre se negó.
La ofensiva total de los Vikes termina la temporada como la número 5 de toda la NFL y segundos en puntos anotados con 470.
En el juego divisional Favre obtiene una gran victoria contra los Dallas Cowboys por 34-3. Brett tiene uno de los mejores juegos de su carrera en postemporada al obtener 4 TDs por aire, 234 yardas, sin intercepciones y un QB rating de 134.4. Fue su primera victoria de playoffs contra los Cowboys, después de tres derrotas en playoffs cuando él era el QB de los Packers. Favre también se convirtió en el primer quarterback en ganar un partido de playoff en la edad de 40 años.
En el último juego de la temporada 2010 para los Vikings, visitan a los New Orleans Saints por el campeonato de la NFC. Favre estuvo constantemente bajo presión lo cual causó un intercepción hacia el final del encuentro, posteriormente Minnesota pierde en tiempo extra con un gol de campo de 40 yardas del pateador Garrett Hartley, quedando el marcador en 31-28.
Las especulaciones acerca de si Favre volvería o no para una vigésima temporada comenzaron tras la derrota en la final de la NFC ante los Saints. Durante la pausa de primavera y verano no hizo más que crear más rumores mediáticos. En mayo los Vikings no sabían nada del pasador de 40 años, una franquicia que empezaba los entrenamientos voluntarios sin saber que quería hacer Favre. Entre más especulaciones y afirmaciones de amigos y compañeros de equipo, además de su médico personal que le operó del tobillo, la situación queda en el aire hasta el gran circo mediático de principios de agosto.
El 3 de agosto de 2010 el periódico The Minneapolis Star Tribune reportó que Favre había informado al personal de los Vikings su retiro y que no jugará su vigésima temporada de la NFL durante el 2010. Aunque el mismo Brett un día después anunció que nada está definido, todo dependerá de la evolución del tobillo recientemente intervenido.
El 4 de agosto la NBC informó el regreso de Brett Favre a los Minnesota Vikings. 
No fue sino hasta el 17 de agosto de 2010 cuando el propio Favre anunció su regreso a los emparrillados para disputar su campaña número 20 con los Vikings. 
El 26 de septiembre consiguió su primera victoria sobre los Detroit Lions después de perder los primeros 2 partidos ante los New Orleans Saints y los Miami Dolphins.
La temporada del 2010 fue totalmente para el olvido, plagada de lesiones (no jugó los últimos dos partidos de la campaña regular por una contusión cerebral), un con récord de 6-10 para los Minnesota Vikings.
El 17 de enero de 2011, Brett Lorenzo Favre presentó formalmente la documentación de retiro ante la NFL.
El 12 de mayo de 2011 Mark Murphy, director ejecutivo de los Green Bay Packers, anunció que el equipo retirará el número 4 de Favre, pero hasta estar seguros de que el QB se haya retirado definitivamente.
Su número fue retirado en 2015, durante la ceremonia fue vitoreado por los fanáticos de los Packers, llevando a una reconciliación de Favre con los fanáticos de Green Bay; en 2016 fue inducido al Salón de la Fama.

## Récord de apariciones consecutivas
Desde la primera vez que se nombró a Favre como el QB estelar de los Green Bay Packers ante los Pittsburgh Steelers el 27 de septiembre de 1992, nunca se perdió un juego. La racha terminó por lesión en el hombro derecho el 13 de diciembre de 2010 frente a los New York Giants con marca de 297 juegos iniciados ininterrumpidamente (321 incluyendo juegos de postemporada). Actualmente se encuentra en el primer lugar de apariciones de un mariscal de campo de la NFL y uno de los cinco QBs que han comenzado más de 100 partidos consecutivos en la historia de la NFL. Durante su carrera, Brett no pudo terminar el juego en siete ocasiones debido a alguna lesión desde que asumió el control de los Packers como mariscal de campo en 1992.
Algunos de sus sustitutos fueron los QBs: Don Majkowski, Ty Detmer, Kurt Warner, Mark Brunell, Steve Bono, Doug Pederson, Matt Hasselbeck, Danny Wuerffel, Aaron Brooks, JT O'Sullivan, Aaron Rodgers y finalmente, Tarvaris Jackson y Joe Webb de los Vikes. La racha de inicios consecutivos de Favre es considerada uno de rubros más destacados en el deporte, comparable con el ídolo del béisbol Cal Ripken, Jr. de los Baltimore Orioles con 2 632 partidos iniciados en las Grandes Ligas.

## Estadísticas
Estadísticas de Brett Favre hasta el 2010:
| TEMPORADA REGULAR | TEMPORADA REGULAR | TEMPORADA REGULAR | TEMPORADA REGULAR | PASES | PASES  | PASES | PASES  | PASES | PASES | PASES | PASES | PASES | PASES | PASES | PASES | PASES | PASES | PASES | PASES | PASES | PASES | CARRERAS | CARRERAS | CARRERAS | CARRERAS | CARRERAS | CARRERAS | FUMBLES | FUMBLES | FUMBLES |
| Año               | Equipo            | JJ                | JI                | Comp  | Int    | Pct % | Yds    | Tds   | Int   | Largo | 20+   | 40+   | SK    | SKY   | YPA   | YPJ   | Td %  | Int % | Rate  | G     | P     | Int      | Yds      | Pct      | Tds      | Largo    | 1.º      | Fum     | Perd    | Rec     |
| ----------------- | ----------------- | ----------------- | ----------------- | ----- | ------ | ----- | ------ | ----- | ----- | ----- | ----- | ----- | ----- | ----- | ----- | ----- | ----- | ----- | ----- | ----- | ----- | -------- | -------- | -------- | -------- | -------- | -------- | ------- | ------- | ------- |
| 1991              | ATL               | 2                 | 0                 | 0     | 4      | 0.0   | 0      | 0     | 2     | —     | 0     | 0     | 1     | 11    | 0.0   | 0.0   | 0.0   | 50.0  | 0.0   | 0     | 0     | 0        | 0        | 0.0      | 0        | 0        | 0        | 0       | 0       | 0       |
| 1992              | GB                | 15                | 13                | 302   | 471    | 64.1  | 3,227  | 18    | 13    | 76T   | 30    | 9     | 34    | 208   | 6.9   | 215.1 | 3.8   | 2.8   | 85.3  | 8     | 5     | 47       | 198      | 4.2      | 1        | 19       | 11       | 12      | 4       | 3       |
| 1993              | GB                | 16                | 16                | 318   | 522    | 60.9  | 3,303  | 19    | 24    | 66T   | 37    | 5     | 30    | 199   | 6.3   | 206.4 | 3.6   | 4.6   | 72.2  | 9     | 7     | 58       | 216      | 3.7      | 1        | 27       | 13       | 14      | 6       | 2       |
| 1994              | GB                | 16                | 16                | 363   | 582    | 62.4  | 3,882  | 33    | 14    | 49    | 44    | 4     | 31    | 188   | 6.7   | 242.6 | 5.7   | 2.4   | 90.7  | 9     | 7     | 42       | 202      | 4.8      | 2        | 36T      | 14       | 7       | 3       | 1       |
| 1995              | GB                | 16                | 16                | 359   | 570    | 63.0  | 4,413  | 38    | 13    | 99T   | 59    | 5     | 33    | 217   | 7.7   | 275.8 | 6.7   | 2.3   | 99.5  | 11    | 5     | 39       | 181      | 4.6      | 3        | 40       | 17       | 8       | 4       | 0       |
| 1996              | GB                | 16                | 16                | 325   | 543    | 59.9  | 3,899  | 39    | 13    | 80T   | 49    | 11    | 40    | 241   | 7.2   | 243.7 | 7.2   | 2.4   | 95.8  | 13    | 3     | 49       | 136      | 2.8      | 2        | 23       | 18       | 11      | 4       | 5       |
| 1997              | GB                | 16                | 16                | 304   | 513    | 59.3  | 3,867  | 35    | 16    | 74    | 61    | 9     | 25    | 176   | 7.5   | 241.7 | 6.8   | 3.1   | 92.6  | 13    | 3     | 58       | 187      | 3.2      | 1        | 16       | 16       | 7       | 4       | 1       |
| 1998              | GB                | 16                | 16                | 347   | 551    | 63.0  | 4,212  | 31    | 23    | 84T   | 47    | 9     | 38    | 223   | 7.6   | 263.2 | 5.6   | 4.2   | 87.8  | 11    | 5     | 40       | 133      | 3.3      | 1        | 35       | 13       | 8       | 2       | 3       |
| 1999              | GB                | 16                | 16                | 341   | 595    | 57.3  | 4,091  | 22    | 23    | 74T   | 52    | 11    | 35    | 223   | 6.9   | 255.7 | 3.7   | 3.9   | 74.7  | 8     | 8     | 28       | 142      | 5.1      | 0        | 20       | 11       | 9       | 4       | 1       |
| 2000              | GB                | 16                | 16                | 338   | 580    | 58.3  | 3,812  | 20    | 16    | 67T   | 41    | 7     | 33    | 236   | 6.6   | 238.2 | 3.4   | 2.8   | 78.0  | 9     | 7     | 27       | 108      | 4.0      | 0        | 18       | 7        | 9       | 5       | 2       |
| 2001              | GB                | 16                | 16                | 314   | 510    | 61.6  | 3,921  | 32    | 15    | 67T   | 53    | 13    | 22    | 151   | 7.7   | 245.1 | 6.3   | 2.9   | 94.1  | 12    | 4     | 38       | 56       | 1.5      | 1        | 14       | 5        | 16      | 6       | 6       |
| 2002              | GB                | 16                | 16                | 341   | 551    | 61.9  | 3,658  | 27    | 16    | 85T   | 39    | 7     | 26    | 188   | 6.6   | 228.6 | 4.9   | 2.9   | 85.6  | 12    | 4     | 25       | 73       | 2.9      | 0        | 17       | 6        | 10      | 4       | 5       |
| 2003              | GB                | 16                | 16                | 308   | 471    | 65.4  | 3,361  | 32    | 21    | 66T   | 42    | 7     | 19    | 137   | 7.1   | 210.1 | 6.8   | 4.5   | 90.4  | 10    | 6     | 18       | 15       | 0.8      | 0        | 7        | 3        | 5       | 2       | 0       |
| 2004              | GB                | 16                | 16                | 346   | 540    | 64.1  | 4,088  | 30    | 17    | 79T   | 50    | 12    | 12    | 93    | 7.6   | 255.5 | 5.6   | 3.1   | 92.4  | 10    | 6     | 16       | 36       | 2.3      | 0        | 17       | 2        | 4       | 1       | 1       |
| 2005              | GB                | 16                | 16                | 372   | 607    | 61.3  | 3,881  | 20    | 29    | 59    | 40    | 7     | 24    | 170   | 6.4   | 242.6 | 3.3   | 4.8   | 70.9  | 4     | 12    | 18       | 62       | 3.4      | 0        | 20       | 4        | 10      | 7       | 2       |
| 2006              | GB                | 16                | 16                | 343   | 613    | 56.0  | 3,885  | 18    | 18    | 82T   | 49    | 8     | 21    | 134   | 6.3   | 242.8 | 2.9   | 2.9   | 72.7  | 8     | 8     | 23       | 29       | 1.3      | 1        | 14       | 4        | 8       | 5       | 2       |
| 2007              | GB                | 16                | 16                | 356   | 535    | 66.5  | 4,155  | 28    | 15    | 82T   | 49    | 16    | 15    | 93    | 7.8   | 259.7 | 5.2   | 2.8   | 95.7  | 13    | 3     | 29       | 12       | 0.4      | 0        | 21       | 3        | 9       | 3       | 4       |
| 2008              | NYJ               | 16                | 16                | 343   | 522    | 65.7  | 3,472  | 22    | 22    | 56T   | 40    | 7     | 30    | 213   | 6.7   | 217.0 | 4.2   | 4.2   | 81.0  | 9     | 7     | 21       | 43       | 2.0      | 1        | 27       | 4        | 10      | 2       | 2       |
| 2009              | MIN               | 16                | 16                | 363   | 531    | 68.4  | 4,202  | 33    | 7     | 63    | 48    | 11    | 34    | 247   | 7.9   | 259.1 | 5.8   | 1.4   | 107.2 | 12    | 4     | 8        | 5        | −0.6     | 0        | 4        | 1        | 1       | 1       | 0       |
| 2010              | MIN               | 12                | 12                | 212   | 350    | 60.6  | 2,446  | 10    | 17    | 53T   | 37    | 1     | 21    | 127   | 7.0   | 222.4 | 2.9   | 4.9   | 71.0  | 4     | 7     | 16       | 8        | 0.5      | 0        | 10       | 1        |         |         |         |
| 20 Temporadas     | 20 Temporadas     | 301               | 297               | 6,295 | 10,161 | 62.0  | 71,838 | 508   | 336   | 99    | 871   | 161   | 524   | 3,475 | 7.1   | 239.2 | 5.0   | 3.3   | 86.1  | 185   | 111   | 601      | 1,844    | 3.1      | 14       | 40       | 153      |         |         |         |

## Vida personal
Irvin Favre, su padre, fue pitcher colegial en Southern Miss. Su hermano mayor Scott jugó como QB para los Mississippi State Bulldogs, su hermano menor Jeff como free safety para Southern Miss y su hermana Brandi concursó en Miss Teen Mississippi.
Favre se casó el 14 de julio de 1996 con Deanna Tynes en St. Agnes Catholic Church de Green Bay. Juntos tienen dos hijas, Brittany Nicole (1989) y Breleigh Ann (1999). Son miembros de la Iglesia católica.
Deanna es una sobreviviente de cáncer de mama y una gran activista contra esta enfermedad. En octubre de 2007 publicó el libro: Don't bet against me! (¡No apuestes en mi contra!), donde relata sus experiencias.
El matrimonio Favre-Tynes cuenta con dos fundaciones llamadas: Brett Favre Fourward Foundation y The Deanna Favre Hope Foundation con la que, a través de torneos de golf de celebridades, sóftbol, etc., han donado más de 3 millones de dólares a organizaciones de caridad y de prevención del cáncer de seno principalmente en los estados de Misisipi y de Wisconsin.
El 2 de abril de 2010 Favre obtuvo otro récord esta vez fuera del campo de juego, su hija mayor Brittany, dio a luz a su hijo Parker Brett, haciendo con esto que Brett Favre sea el primer abuelo activo en la NFL.
En septiembre de 2024, Favre reveló que fue diagnosticado con enfermedad de Parkinson.